# 僕らはどこにも開かない
『僕らはどこにも開かない』（ぼくらはどこにもひらかない）は、御影瑛路による日本のライトノベル。2005年5月に電撃文庫（アスキー・メディアワークス）より刊行された。作者のデビュー作。電撃文庫では初めてとなるイラストのない作品である。ゼロ・ジャンルにあたる。

## ストーリー
少年・柊耕太は平凡な毎日を過ごしていた。あの事件が起こるまでは。友人だった谷原が殺されて柊は、亡き友人の言動に近づいていく。やがて友人が縛られていた鎖の音にも気がつく。しがらみに縛られて構成される張りぼての見てくれを正解だと思えず、その“束縛”がガチャガチャと鎖の音のように聞こえる。
狂いだした日常に思春期の閉じた思考は開かれない。

## 登場人物
柊耕太
主人公。自分というものを持たない。
香月美紀
ヒロイン。周囲からは電波思考だという目でみられているが、魔法使いを自称する。柊を気にかけている。悪い魔法から護るというが…。
谷原雅人
耕太の友人。人を死に至らしめたい願望を口にしていた。死体が発見される。
松見のスキャンニングに動揺している。
松見璃々子
耕太の先輩。人間を“スキャニング”できる。
秋山秀一
雅人を殺した犯人。己は正義の立ち位置にいると心酔している。
山崎浩一郎
学校の教師。
須藤志帆
雅人のナンパ相手。山崎浩一郎を殺した。秋山秀一に殺されそうになる。

## 用語
魔法
概念の押し付けのこと。
魔法耐性
概念の変容しやすさのこと。
融合
死者の意思を無条件に受け入れること。
スキャニング
自己催眠の一種。記憶力、洞察力、分析力によって生み出される驚異的な分析のこと。
言語化
作中ではスキャニングした概念を言語化すること。または、スキャニングした概念を相手にわかるような記号に変換すること。
識別信号
璃々子が作中で言った単語。発光して見え璃々子にはそれにより個人を特定できる。変容することがあり、それを『人が変わった』と表現している。
鎖
雅人が見ていた幻覚や幻聴。雅人にとっては自分を縛りつける音。耕太が雅人を融合した後は一変して解放する音になった。

## 既刊一覧
- 御影瑛路 『僕らはどこにも開かない』 アスキー・メディアワークス〈電撃文庫〉、2005年5月25日初版発行、ISBN 4-8402-3040-4